# Rush (альбом Rush)
Rush — дебютный студийный альбом канадской рок-группы Rush, выпущенный в 1974 году.
Тяжелое блюзовое звучание альбома типично для многих британских групп начала десятилетия. Участники Rush были поклонниками таких групп, как Led Zeppelin и Cream, их влияние прослеживается на большинстве песен альбома.

## История создания
Из-за ограниченного бюджета сессии записи проходили вечерами, когда в студиях были более низкие расценки (так делали многие будущие рок-звезды). Запись продюсировал Дэйв Стокк из Eastern Sound в Торонто. Ранее он работал над дебютным синглом группы (кавер песни Бадди Холли «Not Fade Away» и, на другой стороне, оригинальная композиция «You Can’t Fight It»).
Однако качество первых сессий не понравилось музыкантам. Они перешли в Toronto Sound Studios и спродюсировали следующие сессии сами, что существенно улучшило качество записи. Были добавлены наложения к ранее записанным трекам «What You’re Doing», «Before and After» и «Working Man». Лучше всего звучащие треки — «Finding My Way», «Need Some Love», и «Here Again» — были полностью записаны в Toronto Sound Studios. В студиях использовались 8-канальные рекордеры, что было примитивно для 1973 года, но группа быстро научилась наилучшим образом использовать то, что имелось.
Участники группы и менеджеры создали собственную компанию Moon Records и выпустили альбом в Канаде. Было напечатано всего 3500 экземпляров. Донна Халпер, диджей радиостанции WMMS в Кливленде, выбрала композицию «Working Man» для своего плей-листа. Экземпляры альбома были ввезены в район Кливленда и быстро распроданы, что привело к переизданию пластинки на Mercury Records.
Барабанщик Джон Ратси не мог продолжать концертные туры из-за болезни (он страдал диабетом). Он ушёл из группы после выхода первого альбома. Его уход и приход Нила Пирта, имевшего отличительную технику игры и способности к написанию лирических текстов, сыграли решающую роль в эволюции группы, о чём свидетельствует их второй альбом, Fly by Night.

## Обложка
Оригинальный логотип был красным, но при печати была допущена ошибка, сделавшая его более розовым. Это один из двух альбомов Rush, где обложка имела ошибки печати (второй — Caress of Steel).

## Список композиций
Все композиции написаны Гедди Ли и Алексом Лайфсоном, если не указано иное.
1. «Finding My Way» — 5:06
2. «Need Some Love» — 2:19
3. «Take a Friend» — 4:24
4. «Here Again» — 7:37
5. «What You’re Doing» — 4:22
6. «In the Mood» (Ли) — 3:34
7. «Before and After» — 5:34
8. «Working Man» — 7:10

## Участники записи
- Гедди Ли — вокал, бас-гитара
- Алекс Лайфсон — гитара, бэк-вокал
- Джон Ратси — барабаны, бэк-вокал